# Антипенко Іван Якович
Іван Якович Антипенко (псевд.: Анатоль Гак, Антоша Ко, Мартин Задека; 20 червня 1893 — 4 грудня 1980, Філадельфія, США) — український драматург, прозаїк, фейлетоніст, журналіст. Член літературної організації «Плуг» та ОУП «Слово».

## Життєпис
Народився 20 червня 1893 року у селянській сім'ї на хуторі Запарчів поблизу Гуляйполя на Запоріжжі. Навчався у 1-ій гуляйпільскій міністерській народній школі. Ще в дитинстві зацікавився українською літературою. Українські книжки брав в поета Грицька Кернеренка (справжнє прізвище - Кернер), члена заможної єврейської родини. Кернеренко дав Івану адресу книгарні «Украинская старина», звідки він потім виписував собі українську літературу. Перший вірш «Про правду і кривду» був надрукований у 1909 р. у газеті «Рада». Продовжив освіту у Кам'янській середній хліборобській школі на Дону, яку закінчив у 1913 році.
Контактував із революційним підпіллям. У 1913 році в його будинку на рідному хуторі відбувся обшук, в результаті якого він був заарештований. У 1913 р. був ув'язнений за підпільну діяльність. Покарання відбував у в'язниці в Катеринославі (тепер — Дніпро). Був звільнений через 10 місяців.
Під час Першої світової війни був мобілізований, приписаний до школи офіцерів воєного часу (прапорщиків). Закінчив школу прапорщиків.  Воював у роки Першої світової війни в російській армії. За роки війни побував на чотирьох фронтах: Кавказькому, Південно-Західному, Північному та Румунському. Був підпоручиком 3-ої Кавказької дивізії. Лютневу революцію 1917 року застав на Румунському фронті. Революцію сприйняв з ентузіазмом, оскільки, за царських часів троє членів його родини заарештовувались як «неблагонадійні». Через свій ентузіазм був обраний солдатами до Армійського Комітету. На початку травня 1917 року з фронту прибуває в Болград, де розташовувався штаб 6-ої армії. В Армійському Комітеті було лише троє українців: сам Антипенко, телеграфіст-механік Бутенко та військовий урядовець (за фахом журналіст) Дмитро Івашина. Влітку 1917 року бере участь на фронтовому з'їзді українців в Яссах, де знайомиться із Віктором Піснячевським. В Болграді знайомиться з Миколою Міхновським, який там читав лекції з українознавства та організував український ярмарок. В Болграді Антипенко виступає з промовами на численних мітингах. Разом із Дмитром Івашиною працював у газеті «Воин-гражданин». 
Жовтневу революцію та прихід румунів зустрів у Болграді. В квітні 1918 року виїхав з Болграду. Разом із Дмитром Івашиною прибув до Одеси, де дізнався, що в Києві обрали Павла Скоропадського гетьманом. В Одесі Антипенко та Івашина видали кілька номерів гумористичної «Газети-ракети», в якій Антипенко публікував свої фейлетони під псевдонімам Добродій Оса. Антипенко та Івашина також попрацювали в газеті «Новая Украина», куди їх взяли за рекомендацією Піснячевського. Після від'їзду Івашини до Києва, писав фейлетони до журналу «Наше село», що видавалось Одеським відділом Селянської Спілки. В одеський період життя в книгарні Віталія Боровика знайомиться із письменником і поетом Дмитром Бузько, що був розстріляний в 1937 році. Також, на літературній вечірці знайомиться із українським письменником та громадським діячем Юрієм Липою. Крім того, познайомився із українським письменником та політиком Іваном Липою, політиком та істориком Іваном Луценко, потоваришував із письменником Михайлом Яловим. В Одесі був обраний делагатом на з'їзд Українського Національного Союзу від Одеси, із мандатом на представництво вирушив до Києва.
До Києва потрапив під час повстання проти гетьмана Скоропадського. В Києві писав фейлетони до газети «Трибуна», літературним відділом якої завідував Олександр Олесь, а театральним — Микола Вороний. Пропрацював в «Трибуні» до лютого 1919 року, коли Директорія УНР була змушена залишити Київ під натиском більшовиків. Під владою більшовиків працював в журналі «Громада». В серпні 1919 року був змушений виїхати з Києва, оскільки місто опинилось під владою денікінців. Разом із письменником Олексою Вараввою вирушив до Каніва. Восени 1919 року повертається до Києва, вступає до Київського інституту народної освіти. В січні 1920 року продовжує навчання та починає працювати вечірнім коректором в щоденній газеті «Вісті». В цей період пише п'єсу «Студенти» (1922 р.), яку поставили в театрі ім. Заньковецької, що тоді знаходився в Києві. Головну жіночу роль у виставі за п'єсою зіграла Варвара Любарт. 
Влітку 1924 року переїжджає до Харкова за наполяганням Сергія Пилипенка. Став членом літературної спілки «Плуг», Українського товариства драматургів і композиторів, створеної у 1932 р. Спілки письменників. Працює в редакції видання «Селянська правда». Працював над виданням журналу «Селянка України». У роки Другої світової війни залишився в окупованому Харкові, у 1941—1943 рр. працював фейлетоністом у газеті «Нова Україна».
У 1943 р. виїхав спочатку до Полтави, потім — до Західної України, згодом емігрував до Німеччини. Поселився в Новому Ульмі, працював у редакції тижневика «Українські вісті» мовним редактором і фейлетоністом. Друкувався у виданнях «Український Прометей», «Нові Дні» та альмансі «Слово». У повоєнний час емігрував до США (1949), працював робітником у Філадельфії. Помер 4 грудня 1980 р. у Філадельфії (штат Пенсільванія, США).
Похований на українському православному цвинтарі св. Андрія в Саут-Баунд-Бруку (штат Нью-Джерсі).

## Творчість

### П'єси
- «Студенти» (1922) — виставлялась в театрі ім. Заньковецької в Києві. Пізніше п'єса вийшла друком і виставлялась в інших українських театрах.
- «Людина в окулярах» (1922) — спочатку п'єсу було заборонено після закритої вистави в Києві, на якій були присутні, зокрема, Курбас, Саксаганський, Рильський, Тичина, Грудина та Васильченко. Пізніше, в 1924 році, Іван Кулик написав позитивну рецензію на п'єсу та Головрепертком дав дозвіл на виставу цієї п'єси.[4]
- «Тіль Уленшпіґель» (1925) — заборонена цензурою. За спогадами Антипенка, «… знайшовся в Харкові партійний рецензент (якесь цабе з Обкому партії), який, рецензуючи мою п’єсу для Головреперткому, назвав Тіля Уленшпіґеля «міщанським героєм». Цього було досить, щоб Головрепертком наклав на п’єсу свою заборону.»[4]
- «Родина Пацюків» (1927) — виставлялась в Одеському, Миколаївському та інших українських театрах.[4]
- «Мобілізовані зорі» (1934) — спочатку Головрепертком ухвалив п'єсу до вистави, і вона мала бути надрукована. Однак пізніше Антипенку повідомили, що його п'єса була «знята з виробництва».
- «Робітниця Юля» — виставлялась в Одеському, Миколаївському та інших українських театрах. П'єса була надрукована у журналі «Сільський театр».[5]
- «Спадкоємці місіс Пилипсон» (1978).

### Гумористичні твори
- «Лопанські раки» (1926).
- «Радіоінваліди» (1927).
- «Свиняче сальдо» (1927).
- «Головбухова борода» (1927).
- «Роман з партійкою» (1928).
- «Полотняні дзвони» (1929).
- «Літрецензія» (1929) — опублікована в літературному журналі «Плуг» за 1929 р., № 1.
- «А-Фанів син» (1929) — опублікована в літературному журналі «Плуг» за 1929 р., № 8-9.
- «Тридцять гуморесок» (1930).

### Романи
«Молода напруга» (1933) — виданий у Харкові видавництвом «Рух». 
«Золоті Ворота» (1941) — вийшов друком тільки у фрагменті під назвою «Представник ревкому».

### Мемуари
«Від Гуляй-Поля до Нью-Йорку» (1973).

### Окремі видання
- Гак А. Від Гуляй-Поля до Нью-Йорку. Спогади. — Новий Ульм, 1973. — 328 с.
- Гак А. Міжплянетні люди. Фейлетони. — Новий Ульм, 1947. — 31 с.
- Гак А. На двох трибунах. Оповідання та фейлетони. — Новий Ульм — Філадельфія, 1966. — 319 с.
- Гак А. Серед степу широкого. Оповідання // Слово. Збірник 2. — Нью-Йорк, 1964. — С. 16-31.
- Гак А. Розгороджене життя: оповідання / Анатоль Гак. — Київ: Держ. літ. вид-во, 1937. — 132, 4 с. [Архівовано 13 серпня 2020 у Wayback Machine.]
- Гак. А. Паразити під мікроскопом. —  Харків, 1933.
- Гак. А. Пригоди Павлушки-ледащиці.—  Харків, 1929.
- Гак. А. Бетон наступає (Дніпрельстанські нариси). —  Харків, 1929.

## Політичні погляди

### Ставлення до уряду Павла Скоропадського
Негативно ставився до уряду Павла Скоропадського. У своїх спогадах про приїзд до Одеси в квітні 1918 року зазначає, що «…почули неприємну для нас новину: в Києві стався переворот. З’їхавшися з усіх губерень до Києва на свій з’їзд промисловці, поміщики та сільські багатії – обрали генерала Скоропадського на гетьмана України. Німецька вояччина допомогла їм усунути Центральну Раду від влади. Ця новина дуже нас зажурила. Особливо ж обурювалися ми з поведінки німців: пусти, кажуть, свиню під стіл, а вона й на стіл. Так повелися і німці на Україні.»
В одеський період своєї творчості висміював тих, хто підтримував Скоропадського. У спогадах, він пише: «Та найбільше від мене перепадало російсько-малоросійським промисловцям, фінансистам і поміщикам, які, утворовши Спілку під назвою ПРОТОФІС, з усіх боків натискали на гетьмана Скоропадського, щоб він не заглиблювався в ілюзорну самостійність України, що є, мовляв, тимчасовим явишем.»
В листопаді 1918 року на фоні чуток, що Скоропадський збирається оголосити про федерацію України і Росією, виступив в українському клубі в Одесі, із промовою, в якій закликав Український Національний Союз, в разі такого оголошення, негайно утворити тимчасовий уряд України, і зазначив, що той уряд має оголосити гетьмана Скоропадського поза законом.